# سانچیدریان
سانچیدریان دهستانی در استان آبیلای اسپانیا است.
در این دهستان ۷۶۹ نفر زندگی می‌کنند. مساحت این دهستان ۲۶٫۵۹ کیلومتر مربع است.